# 大刺線翼鯰
大刺線翼鯰為輻鰭魚綱鯰形目海鯰科的其中一種，分布於南亞及東南亞半鹹水域、海域，體長可達30公分，棲息在沿海、河口區，屬肉食性，以無脊椎動物及小魚為食，可作為食用魚。

## 擴展閱讀
維基物種上的相關：大刺線翼鯰